# Sikavica
Sikavica (lat. Echinops) je biljni rod iz porodice glavočika s preko 200 vrsta trajnica.
U Hrvatskoj raste obična ili modra sikavica, nazvana i dvostrukorasperana sikavica (E. ritro), kojoj pripada i podvrsta rutenska sikavica, E. ritro subsp. ruthenicus (M. Bieberstein) Nym.)
Sikavica je ljekovita biljka, nalik je čičku,  i smatra se jednom od najboljih za detoksifikaciju i zaštitu jetre, a John Gerard ju je smatrao najboljim biljnim lijekom protiv melankolije.

## Opis
Jednogodišnje ili višegodišnje zeljaste biljke, bodljikave ili nebodljikave. Listovi cijeli ili većinom nazubljeni do režnjevasto perasto rasječeni, bodljikavi ili rijetko gotovo nebodljikavi. Kapitula jednostruka, pokrivena čuperkom čekinja, skupljena u kuglastim sekundarnim glavicama pokrivenim malim braktejama. Involukralne brakteje u mnogo redova. Vanjski pricvjetni listići snažno zaobljeni, krilati; srednji siroko krilati, spinozni; najnutarnji obično zelen ili zeleno-smeđ, sjajan, linearno-lancetast, često djelomično ili potpuno spojen sa samo apikalnim dodacima slobodnim, ne trnastim. Duljina brakteja varira ovisno o položaju jedne glavice u sekundarnoj glavici. Cvjetići ljubičasto-plavi ili zelenkasti. Latice često vršno ljuskave, gusto nazubljene. Niti prašnika gole, bazalni dodaci kratki, lančasti. Ahenije s parenhimatoznim perikarpom, duguljaste. Papus širokih, bazalno spojenih kratkih ljuskica izravno pričvršćen na perikarp.
Rezultati su pokazali da Echinopsinae uključuje samo Echinops s.l. Jedini drugi rod koji se obično prepoznaje u podplemenu, Acantholepis Less., je reducirana, netrnovita vrsta Echinopsa (Garnatje et al. 2005) kako je izvorno opisana (Echinops acantholepis Jaub. & Spach). Podrijetlo Echinopsa ne može se pratiti na molekularnoj osnovi jer podpleme ne pokazuje afinitet ni prema jednoj drugoj skupini. Cardopatiinae i Carlininae najbolji su kandidati za sestrinstvo podplemena Echinopsinae. Struktura ahenija Cardopatiinae i Echinopsinae vrlo je slična (Dittrich 1977.), ali ovaj karakter također dijeli s Carlininae i mora se smatrati simpleziomorfijom. 

## Rasprostranjenost
Geografska rasprostranjenost Echinopsinae je središte u Sredozemlju, s nekim svojtama raširenim u umjerenoj Euroaziji i sekundarno središte specijacije u zapadnoj tropskoj Africi.

## Vrste
1. Echinops abazariae Mozaff.
2. Echinops aberdaricus R.E.Fr.
3. Echinops abstersibilis Iljin
4. Echinops abuzinadianus Chaudhary
5. Echinops acantholepis Jaub. & Spach
6. Echinops adenocaulos Boiss.
7. Echinops adenoclados (Hedge) C.Vural
8. Echinops afghanicus Gilli
9. Echinops albicaulis Kar. & Kir.
10. Echinops albidus Boiss. & Spruner
11. Echinops amoenus Rech.f.
12. Echinops amplexicaulis Oliv.
13. Echinops angustilobus S.Moore
14. Echinops antalyensis C.Vural
15. Echinops arachniolepis Rech.f.
16. Echinops araneosus Lazkov
17. Echinops armatus Steven
18. Echinops armenus Grossh.
19. Echinops atrox Kit Tan
20. Echinops aucheri Boiss.
21. Echinops austroiranicus Mozaff.
22. Echinops avajensis Mozaff.
23. Echinops babatagensis Tschern.
24. Echinops bakhtiaricus Rech.f.
25. Echinops bampsianus Lisowski
26. Echinops bannaticus Rochel ex Schrad.
27. Echinops barezicus Montaz. & Mozaff.
28. Echinops borae C.Vural
29. Echinops bovei Boiss.
30. Echinops brevipenicillatus Tschern.
31. Echinops buhaitensis Mesfin
32. Echinops candelabrum Rech.f.
33. Echinops cephalotes DC.
34. Echinops ceratophorus Boiss.
35. Echinops cervicornis Bornm.
36. Echinops chantavicus Trautv.
37. Echinops chardinii Boiss. & Buhse
38. Echinops chloroleucus Rech.f.
39. Echinops chlorophyllus Rech.f.
40. Echinops chodzha-mumini Rassulova & B.A.Sharipova
41. Echinops chorassanicus Bunge
42. Echinops conrathii Freyn
43. Echinops coriophyllus C.Shih
44. Echinops corniger DC.
45. Echinops cyanocephalus Boiss. & Hausskn.
46. Echinops cyrenaicus E.A.Durand & Barratte
47. Echinops dagestanicus Iljin
48. Echinops dasyanthus Regel & Schmalh.
49. Echinops davuricus Fisch. ex Hornem.
50. Echinops delicatus Mozaff.
51. Echinops descendens Hand.-Mazz.
52. Echinops dichrous Boiss. & Hausskn.
53. Echinops dissectus Kitag.
54. Echinops dubjanskyi Iljin
55. Echinops dumanii C.Vural
56. Echinops ecbatanus Bornm. ex Rech.f.
57. Echinops echinatus Roxb.
58. Echinops ellenbeckii O.Hoffm.
59. Echinops elymaiticus Born
60. Echinops emiliae O.Schwarz ex P.H.Davis
61. Echinops endotrichus Rech.f.
62. Echinops erinaceus Kit Tan
63. Echinops erioceras Bornm.
64. Echinops eryngiifolius O.Hoffm.
65. Echinops exaltatus Schrad.
66. Echinops fastigiatus Kamelin & Tscherneva
67. Echinops faucicola Rech.f.
68. Echinops fedtschenkoi Iljin
69. Echinops foliosus Sommier & Levier
70. Echinops fontqueri Pau
71. Echinops fraudator C.C.Towns.
72. Echinops freitagii Rech.f.
73. Echinops gaillardotii Boiss.
74. Echinops galalensis Schweinf.
75. Echinops gedrosiacus Bornm.
76. Echinops ghoranus Rech.f.
77. Echinops giganteus A.Rich.
78. Echinops glaberrimus DC.
79. Echinops glandulosopunctatus Rech.f.
80. Echinops gmelinii Turcz.
81. Echinops gracilis O.Hoffm.
82. Echinops graecus Mill.
83. Echinops griffithianus Boiss.
84. Echinops grijsii Hance
85. Echinops guineensis C.D.Adams
86. Echinops haussknechtii Boiss.
87. Echinops hebelepis DC.
88. Echinops hedgei Kit Tan
89. Echinops heteromorphus Bunge
90. Echinops heterophyllus P.H.Davis
91. Echinops himantophyllus Mattf.
92. Echinops hispidus Fresen.
93. Echinops hissaricus Rassulova & B.A.Sharipova
94. Echinops hoehnelii Schweinf.
95. Echinops hololeucus Rech.f.
96. Echinops humilis M.Bieb.
97. Echinops hussonii Boiss.
98. Echinops hystrichoides Kit Tan
99. Echinops ilicifolius Bunge
100. Echinops inermis Boiss. & Hausskn.
101. Echinops integrifolius Kar. & Kir.
102. Echinops iranshahrii Rech.f.
103. Echinops jaxarticus Bunge
104. Echinops jesdianus Boiss. & Buhse
105. Echinops kafirniganus Bobrov
106. Echinops kandaharensis Rech.f. & Köie
107. Echinops karatavicus Regel & Schmalh.
108. Echinops kasakorum Pavlov
109. Echinops kazerunensis Mozaff.
110. Echinops kebericho Mesfin
111. Echinops keredjensis Rech.f.
112. Echinops kermanshahanicus Mozaff.
113. Echinops khansaricus Mozaff.
114. Echinops khuzistanicus Mozaff.
115. Echinops knorringianus Iljin
116. Echinops kotschyi Boiss.
117. Echinops kurdicus Bunge
118. Echinops lalesarensis Bornm.
119. Echinops lanatus C.Jeffrey & Mesfin
120. Echinops laricus Mozaff.
121. Echinops lasiolepis Bunge
122. Echinops leiopolyceras Bornm.
123. Echinops leiopolyceroides Mozaff.
124. Echinops leucographus Bunge
125. Echinops lipskyi Iljin
126. Echinops longifolius A.Rich.
127. Echinops longipenicillatus Mozaff. & Ghahr.
128. Echinops longisetus A.Rich.
129. Echinops macrochaetus Fresen.
130. Echinops macrophyllus Boiss. & Hausskn.
131. Echinops malacophyllus Rech.f.
132. Echinops mandavillei Kit Tan
133. Echinops maracandicus Bunge
134. Echinops melitenensis Hedge & Hub.-Mor.
135. Echinops mersinensis Gemici & Leblebici
136. Echinops microcephalus Sm.
137. Echinops mildbraedii Mattf.
138. Echinops multicaulis Nevski
139. Echinops nanus Bunge
140. Echinops nitens Bornm.
141. Echinops niveus Wall. ex DC.
142. Echinops nizvanus Rech.f.
143. Echinops nuratavicus A.D.Li
144. Echinops obliquilobus Iljin
145. Echinops onopordum P.H.Davis
146. Echinops opacifolius Iljin
147. Echinops orientalis Trautv.
148. Echinops ossicus K.Koch
149. Echinops oxyodontus Bornm. & Diels
150. Echinops pabotii Rech.f.
151. Echinops pachyphyllus Rech.f.
152. Echinops pannosus Rech.f.
153. Echinops pappii Chiov.
154. Echinops paradoxus Rech.f.
155. Echinops parviflorus Boiss. & Buhse
156. Echinops pathanorum Rech.f.
157. Echinops × pellenzianus Hügin & W.Lohmeyer
158. Echinops phaeocephalus Hand.-Mazz.
159. Echinops philistaeus Feinbrun & Zohary
160. Echinops polyacanthus Iljin
161. Echinops polyceras Boiss.
162. Echinops polychromus Rech.f.
163. Echinops polygamus Bunge
164. Echinops praetermissus Nevski
165. Echinops prionolepis Bornm. & Mattf.
166. Echinops procerus Mozaff.
167. Echinops przewalskyi Iljin
168. Echinops psammophilus Mozaff.
169. Echinops pseudomaracandicus Rassulova & B.A.Sharipova
170. Echinops pseudosetifer Kitag.
171. Echinops pubisquameus Iljin
172. Echinops pungens Trautv.
173. Echinops quercetorum Mozaff.
174. Echinops raddeanus Sommier & Levier
175. Echinops rajasthanensis R.P.Pandey & V.Singh
176. Echinops rectangularis Rech.f.
177. Echinops registanicus Rech.f.
178. Echinops reticulatus E.A.Bruce
179. Echinops ritro L.
180. Echinops ritrodes Bunge
181. Echinops robustus Bunge
182. Echinops rubromontanus Kamelin ex Rassulova & B.A.Sharipova
183. Echinops sabzevarensis Mozaff.
184. Echinops saissanicus (B.Keller) Bobrov
185. Echinops setifer Iljin
186. Echinops shahrudensis Mozaff. & Ghahr.
187. Echinops shakrokii S.A.Ahmad
188. Echinops sheilae Kit Tan
189. Echinops shulabadensis Mozaff.
190. Echinops siculus Strobl
191. Echinops sintenisii Freyn
192. Echinops sojakii Rech.f.
193. Echinops sphaerocephalus L.
194. Echinops spiniger Iljin
195. Echinops spinosissimus Turra
196. Echinops strigosus L.
197. Echinops sulaimanii Rech.f.
198. Echinops sylvicola C.Shih
199. Echinops szowitzii Fisch. & C.A.Mey. ex DC.
200. Echinops taeckholmianus Amin
201. Echinops taftanicus Mozaff. & Ghahr.
202. Echinops talassicus Golosk.
203. Echinops tataricus Knjaz.
204. Echinops tenuisectus Rech.f.
205. Echinops tjanschanicus Bobrov
206. Echinops tournefortii Ledeb. ex Trautv.
207. Echinops transcaspicus Bornm.
208. Echinops transcaucasicus Iljin
209. Echinops transiliensis Golosk.
210. Echinops tricholepis Schrenk
211. Echinops tschimganicus B.Fedtsch.
212. Echinops vaginatus Boiss. & Hausskn.
213. Echinops villosissimus Bunge
214. Echinops viridifolius Iljin
215. Echinops viscidulus Mozaff.
216. Echinops wakhanicus Rech.f.
217. Echinops yemenicus Kit Tan

- Echinops adenocaulos
- Echinops bannaticus
- Echinops humilis
- Echinops ritro
- Echinops sphaerocephalus
- Echinops setifer

## Sinonimi
- Acantholepis Less.
- Echinanthus Neck.
- Echinopsus St.-Lag.
- Echinopus Mill.
- Psectra (Endl.) Tomovic
- Ruthrum Hill
- Sphaerocephalus Kuntze